# Johann Schmidl (Geistlicher)
Johann Schmidl (* 18. Juli 1902 in Neugeschrei, Böhmen; † 23. Juni 1942 im KZ Dachau) war ein sudetendeutscher römisch-katholischer Geistlicher und Märtyrer.

## Leben
Johann Schmidl, der aus demselben Ort wie Kardinal Theodor Innitzer stammte, besuchte Schulen in Neugeschrei, Weipert und Mies und machte 1922 Abitur. Er studierte Katholische Theologie in Prag und wurde am 4. Juli 1926 zum Priester geweiht. Nach einer kurzen Kaplanszeit in Platten wurde er 1927 Präfekt am erzbischöflichen Knabenseminar in Mies, wo er selbst Seminarist gewesen war. Er leitete Chor und Orchester und verfasste eine theologische Doktorarbeit über den Gregorianischen Choral in Sankt Joachimsthal, mit der er in Prag promoviert wurde. 1936 wechselte er nach Prag an die deutsche Lehrerbildungsanstalt und war ab 1939 Lektor an der Theologischen Fakultät.
Als Gegner der Nationalsozialisten wurde er am 6. Januar 1941 von der Gestapo verhaftet und über das Gefängnis Pankratz am 20. Oktober 1941 in das Gefängnis Theresienstadt und von dort am 21. November 1941 in das KZ Dachau gebracht (Häftlingsnummer 28698). Dort starb er am 23. Juni 1942 an den erlittenen Misshandlungen. Er war 39 Jahre alt.

## Gedenken
Die Römisch-katholische Kirche in Deutschland hat Johann Schmidl als Märtyrer aus der Zeit des Nationalsozialismus in das deutsche Martyrologium des 20. Jahrhunderts aufgenommen.